# ناسائو بی (تگزاس)
ناسائو بی، تگزاس(به انگلیسی: Nassau Bay, Texas) شهری در ایالت تگزاس از ایالات جنوبی ایالات متحده آمریکا است. در سرشماری سال ۲۰۰۰، جمعیت این شهر ۴۱۷۰ نفر اعلام شد.